# هاکوب هاکوبیان (دولتمرد، زاده ۱۹۶۳ میلادی)
هاکوب رافیکی هاکوبیان (ارمنی: Հակոբ Ռաֆիկի Հակոբյան؛ زادهٔ ۱۰ فوریهٔ ۱۹۶۳ - درگذشته ۲۳ مارس ۲۰۲۱) یک کارآفرین و سیاستمدار اهل ارمنستان بود که از تاریخ ۱۹۹۹ تا تاریخ ۲۰۰۳ سمت نمایندگی دوره دوم مجلس ملی جمهوری ارمنستان را برعهده داشت.

## زندگی‌نامه
در ۱۰ فوریهٔ ۱۹۶۳ در واغارشاپات به دنیا آمد .  وی در ۲۳ مارس ۲۰۲۱ در سن ۵۸ سالگی به علت دنیاگیری کووید-۱۹ در ارمنستان درگذشت.